# Apanteles syleptae
Apanteles syleptae är en stekelart som beskrevs av Ferriere 1925. Apanteles syleptae ingår i släktet Apanteles och familjen bracksteklar. Inga underarter finns listade i Catalogue of Life.